# Oonops mitchelli
Oonops mitchelli là một loài nhện trong họ Oonopidae.
Loài này thuộc chi Oonops. Oonops mitchelli được Willis J. Gertsch miêu tả năm 1977.